# Jordan Rezabala
Jordan Lenín Rezabala Anzules (ur. 29 lutego 2000 w Portoviejo) – ekwadorski piłkarz występujący na pozycji ofensywnego pomocnika lub skrzydłowego, od 2025 roku zawodnik klubu Neftçi PFK z Azerbejdżanu.